# 中华民族复兴社
中华民族复兴社，简称复兴社，是中国国民党内部的一个组织，核心人物多毕业于黄埔军校，强调“一个主义、一个政党、一个领袖”，推行对领袖蒋中正的个人崇拜，加强蒋中正嫡系对军队军官的思想控制。是以黄埔系精英军人为核心所组成的一个带有情报性质的军事性质团体。1932年，复兴社的核心成員成立内部组织三民主义力行社（蓝衣社）。由于复兴社干部模仿意大利黑衫军和纳粹德国褐衫军，均穿蓝衣黄裤，故又称“蓝衣社”。

## 历史
一战后，苏日两国趁英法被削弱、美国奉行孤立主义，实行瓜分满蒙、蚕食中国的政策。1929年的中东路事件和1931年的九一八事变接连发生之后，民族主义在青年学生中加速传播，国民党为了组织和引导青年，决定成立复兴社。
复兴社1932年3月1日成立于中国南京，社长为蒋中正亲自担任，下设干事会和监察委员会。干事会的主要成员有贺衷寒、桂永清、蕭贊育、滕杰、康泽、戴笠、郑介民等十三人，号称“十三太保”。复兴社的外围组织有以黄埔军校学员为主的“革命军人同志会”，以潘佑强为书记，以及以其他学校学员为主的“革命青年同志会”，以康泽为书记。复兴社设有行动组织“别动总队”，由康泽负责。一九三四年又建立了一个外围组织——忠义救国会。
复兴社成立之初，主要活动包括开设由戴笠和郑介民负责的特务培训班、孙常钧负责的宪警训练班、刘健群主持的军委会政训班等，培养嫡系力量。复兴社还以军委会政训处为总机关，通过各部队政训体系实施监军，并通过在各省开设的国民军事训练委员会，对高中以上的学生进行军训。
1932年，复兴社的核心成員賀衷寒等人又建立内部组织三民主义力行社，干部均穿蓝衣黄裤，故又名“蓝衣社”。
1933年后，复兴社又设立针对帮会成员的忠勇救国会，以及针对中国文化学会，以扩大影响。复兴社还出版《中国革命》、《前途》等杂志。
复兴社成立后不久，便与CC派发生矛盾，被迫退出文化教育领域，解散中国文化学会。此后，复兴社的活动归并为三个系统：贺衷寒的政训系统、康泽的别动总队，以及戴笠的特务处（后发展成为军统）。
1938年，复兴社宣布解散，其成员大部加入新成立的三民主义青年团。

## 宗旨
其宗旨在滕杰的一份《计划书》中提到：应该“在无声无息（极端秘密）的原则下，以黄埔学生为骨干，结合全国文武青年之精英，切实把握民主集权制之原则，来建立一个意志统一、纪律森严、责任分明和行动敏捷”的坚强组织。并希望依靠这个组织，整肃腐败、唤醒民众、抵抗外侮，最终“复兴我中华民族”。

## 活动内容
复兴社的主要活动：
1、抗日备战；
2、对地方军阀割据势力的消藩情报工作；
3、对各军事集团进行团结或瓦解工作；
4、反共反苏宣传。

## 人事构成
该社分总社、支社、分社和小组四级。总社设南京。
蒋介石任社长。下设干事会和监察委员会。
干事会为社员代表大会闭会后的执行机关，下设人事、组织、训练、宣传、特务、总务等处。特务处后来成了扩组军统局的基础。
监察委员会下设书记、调查、审核等处。支社是省（市）一级领导机构。支社下设分社，分社由三个以上的小组组成。
该社发展社员，一般先经其外围组织革命青年军人同志会和革命青年同志会（一九三二年该两会合并改组为中国青年革命同志会）会员中物色吸收。凡参加该社者，须经社员三人介绍，并填表、宣誓。